# Ben Zyskowicz
Ben Berl Zyskowicz (en finés /ˈtsyskovits/, en polaco [zɨskoviʧ] (Helsinki, Finlandia, 24 de mayo de 1954) es un político finlandés.

## Primeros años
Su padre, Abram Zyskowicz (1917–1960) fue un judío polaco sobreviviente de los campos de concentración de Sachsenhausen y Majdanek. Su madre, Ester Fridman (1920-2002), fue una judía  finlandesa. Ben Berl Zyskowicz se licenció en  Derecho en la Universidad de Helsinki en 1978.

## Trayectoria
Zyskowicz fue miembro del Parlamento durante varios mandatos y  Presidente del Parlamento de Finlandia. Se ha desempeñado como diputado del Partido Coalición Nacional desde 1979, ha sido miembro del Comité Bancario del Parlamento entre 1999 y 2005, ha sido presidente del Comité de Derecho Constitucional del Parlamento. Es el dipuatdo que más tiempo ha estado en el Parlamento finés. Ha sido concejal de la ciudad de Helsinki entre los años 1977 y 1980 y entre 1993 y 2008 y fue Presidente del grupo parlamentario del Partido Coalición Nacional entre 1993 y 2006. Fue el primer judío elegido Presidente del Parlamento en Finlandia tras las elecciones parlamentarias del 27 de abril de 2011.

## Vida privada
En 1982 se casó con Rahime Husnetdin, quien es musulmana. Tienen dos hijas, de las cuales una es luterana y ha estudiado teología luterana.